# 正しい恋の始めかた
『正しい恋の始めかた』（ただしいこいのはじめかた、바른연애 길잡이）は、ナムスによる韓国のウェブコミック作品。韓国ではNAVER WEBTOONで2018年から2021年まで連載され、日本ではローカライズ版がLINEマンガで配信中。
完璧主義の女子大生が、唯一計画通りに進められない恋愛を始めるきっかけを作るために入ったサークルで繰り広げられるキャンパスラブコメディ。
2023年1月2日にテレビドラマ化された。

## 登場人物
真心（韓国版：バルム、정바름）
ヒロイン。完璧主義な女子大生。経営学科2年生。
瑛太（韓国版：ナ・ユヨン、나유연）
ズボラな性格だが、真心が気になるサークルの先輩。経営学科3年生。
優馬（韓国版：シン・ジェヒョン、신재현）
真心が憧れるサークルの優しい先輩。

## テレビドラマ
2023年1月2日（1日深夜）の0時25分 - 1時25分に、 テレビ朝日系製作で放送された。主演は大友花恋。

### キャスト

#### 主要人物
尾崎真心
演 - 大友花恋
ヒロイン。完璧主義な女子大生。
清水瑛太
演 - 豊田裕大
ズボラな性格だが、真心が気になるサークルの先輩。
桜井優馬
演 - 本田響矢
真心が憧れるサークルの優しい先輩。

#### 周辺人物
山内明日香
演 - 中村里帆
真心の親友で大学の同級生。
中村杏奈
演 - 高田里穂
ゲームプログラミング科での優馬の先輩。

### スタッフ
- 原作 - ナムス『正しい恋の始めかた』（ウェブトゥーン / LINEマンガ配信中）
- 脚本 - 綿種アヤ[2]
- 演出 - 堀江貴大[2]
- 主題歌 -  家入レオ「かわいい人」（Colourful Records）[4]
- プログラミング監修 - 早稲田大学コンピュータ研究会
- ゲーム映像提供 - NC・Lineage2M
- ゲーム画面協力 - HAL
- 技術協力 - ビデオフォーカス、Kカンパニー
- ゼネラルプロデューサー - 大江達樹（テレビ朝日）[2]
- プロデューサー - 髙木萌実（テレビ朝日）[2]、小田彩（アクシーズ）[2]
- 制作協力 - アクシーズ[2]
- 制作著作 - テレビ朝日

### スピンオフドラマ
『正しい恋の始めかた〜ほろあま?ほろにが?デート編』（ただしいこいのはじめかた ほろあま ほろにが デートへん）のタイトルで、動画配信サービス「TELASA」にて2022年12月31日の23時より、地上波の本編に先駆け先行配信された。
物語を別の側面から描く配信オリジナルバージョン。地上波では描かれない、真心と優馬の映画デートなどのエピソード。